# Elizabeth I: A Rainha Virgem
Elizabeth I: A Rainha Virgem é uma minissérie britânica de 2005 dirigida por Coky Giedroyc com roteiro escrito por Paula Milne para a BBC One. Estrelando Anne-Marie Duff no papel principal.

## Sinopse
A rainha virgem, nome dado a Elizabeth  I por nunca ter se casado, é uma série começa com a jovem Elizabeth confinada na torre de Londres pela rainha Maria, acusada de conspiração e traição. As duas são filhas do cruel e seis vezes casado, rei Henrique VIII, que mergulhou a Inglaterra num tumulto por quebrar os laços com a Igreja Católica. A Rainha católica quer restabelecer a união com Roma enquanto Elizabeth é direcionada a permanecer com a fé protestante – uma escolha fatal.
Mas a vida de Elizabeth toma um rumo inesperado quando a rainha Maria morre, deixando para ela o trono. Assim, a rainha Elizabeth descobre a cruel realidade de governar. Como religião divide a nação, torna-se uma ameaça e ela precisa aprender a driblar seus inimigos que conspiram para seu fim. E para enfrentar todos os inimigos abdica sua vida pessoal, enfrentando o conflito pelo amor que não pode assumir devido a sua posição como rainha. Tornou-se historicamente, sem dúvida, a mulher mais poderosa do mundo.

## Elenco
| Personagem                              | Ator/Atriz        |
| --------------------------------------- | ----------------- |
| Elizabeth I                             | Anne-Marie Duff   |
| Roberto Dudley, 1.º Conde de Leicester  | Tom Hardy         |
| Robert Devereux                         | Hans Matheson     |
| Thomas Radclyffe, 3.º Conde de Sussex   | Dexter Fletcher   |
| Thomas Howard, 4.º Duque de Norfolk     | Kevin McKidd      |
| William Cecil, 1.º Barão de Burghley    | Ian Hart          |
| Robert Cecil, 1.º Conde de Salisbury    | Daniel Evans      |
| Maria I de Inglaterra                   | Joanne Whalley    |
| Lettice Knollys                         | Sienna Guillory   |
| Sir Francis Walsingham                  | Ben Daniels       |
| Lord Chancellor Gardiner                | Robert Pugh       |
| Amy, Lady Dudley                        | Emilia Fox        |
| Philip II of Spain                      | Stanley Townsend  |
| Kat Ashley                              | Tara Fitzgerald   |
| Sir James Melville                      | Ewen Bremner      |
| Mary, Queen of Scots                    | Charlotte Winner  |
| Sir Walter Raleigh                      | Derek Riddell     |
| Charles Blount, 1.º Conde de Devonshire | Sebastian Armesto |
| Francis Bacon, Visconde de St Albans    | Neil Stuke        |
| Francis, Duke of Anjou                  | Matthias Girbig   |
| Jean de Simier                          | Enzo Cilenti      |
| Reginald Pole                           | Michael Feast     |
| John Brydges                            | Tony Guilfoyle    |
| Henry Bedingfeld                        | Pearce Quigley    |
| Cecily                                  | Siobhan Hewlett   |
| Sir Horace Alsop                        | Karl Theobald     |
| Dentist                                 | Geoff Bell        |
| Earl of Southampton                     | Shaun Evans       |
| Agnes                                   | Joanna Griffiths  |
| Thomas Phelippes                        | Vincent Franklin  |
| Gilbert Gifford                         | Stephen Walters   |
| Christopher Hatton                      | Jason Watkins     |
| John Dee                                | Alan Williams     |
| Thomas Wyatt                            | Bryan Dick        |

## Recepção
O The New York Times escreveu que "The Virgin Queen é uma mistura tratada de frustração sexual (...) a minissérie começa com a prisão de Elizabeth nas mãos de sua meia-irmã, Mary Tudor, decimator dos hereges protestantes. Elizabeth submergiu ao trono após sua morte. Para seu crédito, "The Virgin Queen" não se submete ao tipo de hagiografia cometida no filme de 1998 "Elizabeth". Lá, a rainha parecia doce e trêmula durante os primeiros anos de seu reinado, sem saber como governar o seu novo reino."